# Castillo de Víborg
El castillo de Víborg (en ruso: Выборгский замок, romanizado: Výborgski zámok; en finés: Viipurin linna; en sueco: Viborgs fästning) es una fortaleza medieval sueca construida en la ciudad de Víborg, ahora parte de Rusia. En la actualidad alberga un museo.

## Historia

### Historia medieval

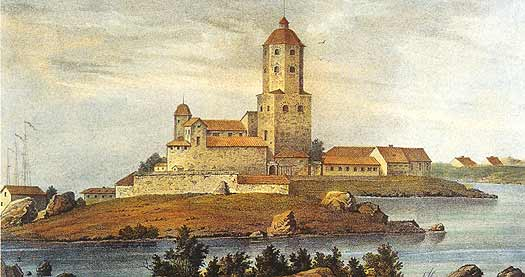
Torsten Wilhelm Forstén: Castillo de Víborg 1840

La construcción de la fortaleza empezó en 1293, por órdenes del mariscal Torkel Knutsson, quien en 1290 realizó la cruzada a Carelia, en las Guerras sueco-novgorodenses dirigida hacia Nóvgorod. Él eligió la ubicación de la nueva fortaleza con el fin de proteger la Bahía de Víborg.
El castillo, con su torre fortificada de San Olaf, se convirtió en el bastión del reino sueco en las regiones de Carelia. A lo largo de los siglos fue la primera defensa del reino contra los rusos, su condición militar y estratégica fue solo superada por la fortificada Estocolmo. El castillo y el gran feudo circundante se convirtieron en un principado prácticamente autónomo, y se reconocía como un marquesado, en donde sus gobernantes eran las familias más poderosas del reino. También, debido a su distanciamiento con la capital, sus poderes administrativos se hicieron más fuertes. Después el Castillo de Olavinlinna, construido en 1470, fue sometido a Viipuri (hoy:Víborg).
La primera mención de las armas de fuego en Finlandia se relaciona con el castillo de Víborg, en 1429. Durante la Edad Media, el castillo fue asediado en varias ocasiones por los rusos, la más importante durante la guerra ruso-sueca (1495-1497). La situación de los defensores parecía desesperada, pero fueron salvados por una misteriosa explosión en el castillo el 30 de noviembre de 1495, la cual asustó a los rusos, que afirmaron haber visto la cruz de San Andrés en el cielo.

### Historia moderna

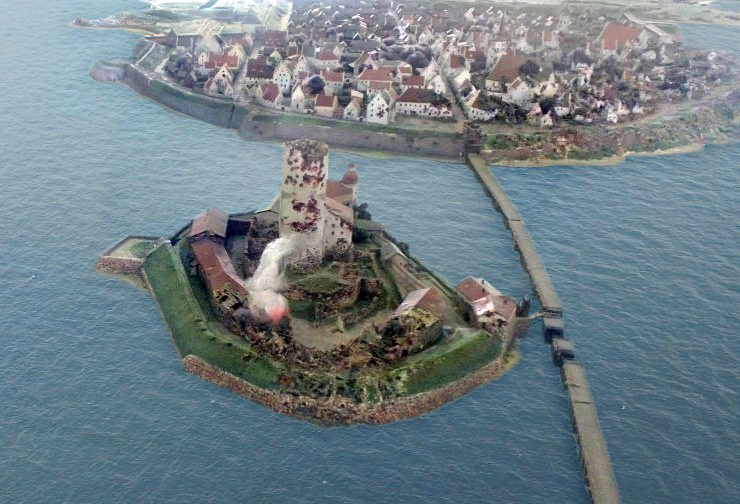
El castillo en 1710 después de un ataque ruso, durante la Gran Guerra del Norte

En el siglo XVI, se le realizaron algunas remodelaciones. En el siglo XVII, el castillo empezó a caer en decadencia, debido a las reducciones de las fronteras hacia el este y al peligro con Rusia.
Viipuri fue tomada por los rusos en 1710, pero pasó de nuevo a manos de Finlandia en 1812, cuando la Antigua Finlandia se unió al Gran Ducado de Finlandia. El castillo debe su aspecto actual a extensas restauraciones llevadas a cabo en la década de 1890. El Ejército Imperial Ruso utilizaría el castillo hasta 1918 para alojamiento.
Viipuri perteneció a la república independiente de Finlandia entre 1917-1940 y nuevamente desde 1941 hasta 1944. Como resultado de los cambios de fronteras en la Segunda Guerra Mundial fue anexada por la Unión Soviética en 1944.